# Zjednoczona Partia Cypryjska
Zjednoczona Partia Cypryjska (tur. Birleşik Kıbrıs Partisi) – lewicowa, socjalistyczna partia polityczna Cypru Północnego, założył ją w 2003 roku İzzet İzcan. Partia popiera idee zjednoczonego i zdemilitaryzowanego Cypru.
W wyborach z 19 kwietnia 2009, BKP zdobyła 2,42 procent poparcia.
Partia jest obserwatorem Europejskiej Partii Lewicy.